# Хролинська волость
Хролин волость — адміністративно-територіальна одиниця Ізяславського повіту Волинської губернії з центром у селі Хролин. 
Наприкінці ХІХ ст. села Велика Медведівка та Сошки відійшли до Судилківської волості, село Лабунський Майдан - до Хоровецької волості. Натомість до складу волості увійшли села Великі Каленичі, Новоселиця, Рожична ліквідованої Новоселицької волості.
Станом на 1886 рік складалася з 12 поселень, 12 сільських громад. Населення — 6749 осіб (3448 чоловічої статі та 3301 — жіночої), 518 дворових господарств.
|                     | Площа, десятин | У тому числі орної, десятин |
| ------------------- | -------------- | --------------------------- |
| Сільських громад    | 5683           | 3920                        |
| Приватної власності | 15017          | 3080                        |
| Казенної власності  | 2312           | 13                          |
| Іншої власності     | 549            | 321                         |
| Загалом             | 23561          | 7334                        |

Поселення волості:
- Хролин — колишнє власницьке село, 653 особи, 58 дворів, волосне правління; православна церква, школа, постоялий будинок. За 2 версти - станція залізниці. За 7 верст - цегельний завод. За 7 верст - горшечний завод. За 9 верст - паровий млин. За 10 верст - цегельний завод. За 12 верст - 3 рогожних заводи. За 20 верст - колонія німців Дерманка (Правутин, Антошка) із киркою, школою та вітряком. За 254 версти - село Панінська Гута із єврейським молитовним будинком та паперовою фабрикою.
- Велика Медведівка — колишнє власницьке село, 839 осіб, 91 двір, православна церква, постоялий будинок.
- Жолудки — колишнє державне село, 274 особи, 38 дворів, православна церква.
- Конотоп — колишнє власницьке село, 228 осіб, 24 двори, православна церква, молитовний будинок, постоялий будинок.
- Лабунський Майдан — колишнє власницьке село при річці Циківка, 508 осіб, 57 дворів, православна церква.
- Новичі — колишнє власницьке село, 339 осіб, 42 дворів, православна церква, постоялий будинок.
- Нучпали — колишнє державне село, 603 особи, 66 дворів, православна церква.
- Роговичі — колишнє власницьке село, 179 осіб, 28 дворів, православна церква.
- Свина — колишнє власницьке село, 314 осіб, 42 двори, православна церква, постоялий будинок.
- Сошки — колишнє власницьке село при річці Скрипівка, 208 осіб, 26 дворів, православна церква, постоялий будинок, водяний млин.